# Адамовиці (Сілезьке воєводство)
Адамовиці (пол. Adamowice, нім. Adamowitz) — село в Польщі, у гміні Лиски Рибницького повіту Сілезького воєводства.
Населення — 942 особи (2011).
У 1975-1998 роках село належало до Катовицького воєводства.

## Демографія
Демографічна структура станом на 31 березня 2011 року:
|          | Загалом | Допрацездатний вік | Працездатний вік | Постпрацездатний вік |
| -------- | ------- | ------------------ | ---------------- | -------------------- |
| Чоловіки | 460     | 93                 | 323              | 44                   |
| Жінки    | 482     | 86                 | 284              | 112                  |
| Разом    | 942     | 179                | 607              | 156                  |